# Un, due, tre... Fiorella!
Un, due, tre... Fiorella! è stato un varietà musicale televisivo italiano in onda in prima serata su Rai 1 per due puntate il 16 e 23 settembre 2017, con la conduzione di Fiorella Mannoia e la partecipazione del rapper Clementino. Il meglio di Un, due, tre... Fiorella! è stato trasmesso nel pomeriggio di domenica 24 settembre 2017, sempre su Rai 1.

## Ascolti
| Puntate                                | Messa in onda     | Telespettatori | Share | Ospiti |
| -------------------------------------- | ----------------- | -------------- | ----- | --- |
| 1                                      | 16 settembre 2017 | 3 992 000      | 21,6% | Giorgio Panariello, Sabrina Ferilli, Luca Barbarossa, Gianni Morandi, Alberto Angela, Marco Giallini, Luciano Ligabue, Antonella Clerici, Federica Pellegrini, Max Gazzè, Fanfara Tirana, Fabrizio Frizzi, Enrico Ruggeri, Alex Zanardi e Ivano Fossati |
| 2                                      | 23 settembre 2017 | 3 768 000      | 20,6% | Alessandra Amoroso, Ambra Angiolini, Carlo Conti, Loredana Bertè, Elisa, Emma, Francesco Giorgino, Niccolò Fabi, Edoardo Leo, Mika, Gianna Nannini, Paola Turci e Ornella Vanoni                                                                        |
| Media                                  | Media             | 3 880 000      | 21,1% | |
| Il meglio di Un, due, tre... Fiorella! | 24 settembre 2017 | 1 540 000      | 9,7%  | – |